# Ateljévägg
Ateljévägg (tyska: Atelierwand) är en oljemålning av den tyske konstnären Adolph von Menzel. Den målades 1872 och ingår sedan 1896 i Hamburger Kunsthalle samlingar. 
Målningen föreställer en röd vägg i konstnärens ateljé i Berlin där gipsgjutningar, dödsmasker och olika konstnärsredskap är upphängda. Föremålen är upplysta underifrån och verkar spöklika i det diffusa ljuset. Enligt konsthistorikern Stephanie Hauschild återfinns dödsmaskerna av Dante, Friedrich Schiller och Goethe eller Richard Wagner i den undre raden samt Fredrik den store och ett självporträtt i den övre raden. 

## 1852 års version
Det finns även en mindre och äldre tavla av Menzel med samma titel och liknande motiv. Den målades 1852 och ingår sedan 1906 i samlingarna på Alte Nationalgalerie i Berlin. Den är målad i olja på papper som är monterat på en träskiva med dimensionen 61 gånger 44 centimeter. Den är troligen inspirerad av Mary Shelleys Frankenstein.  

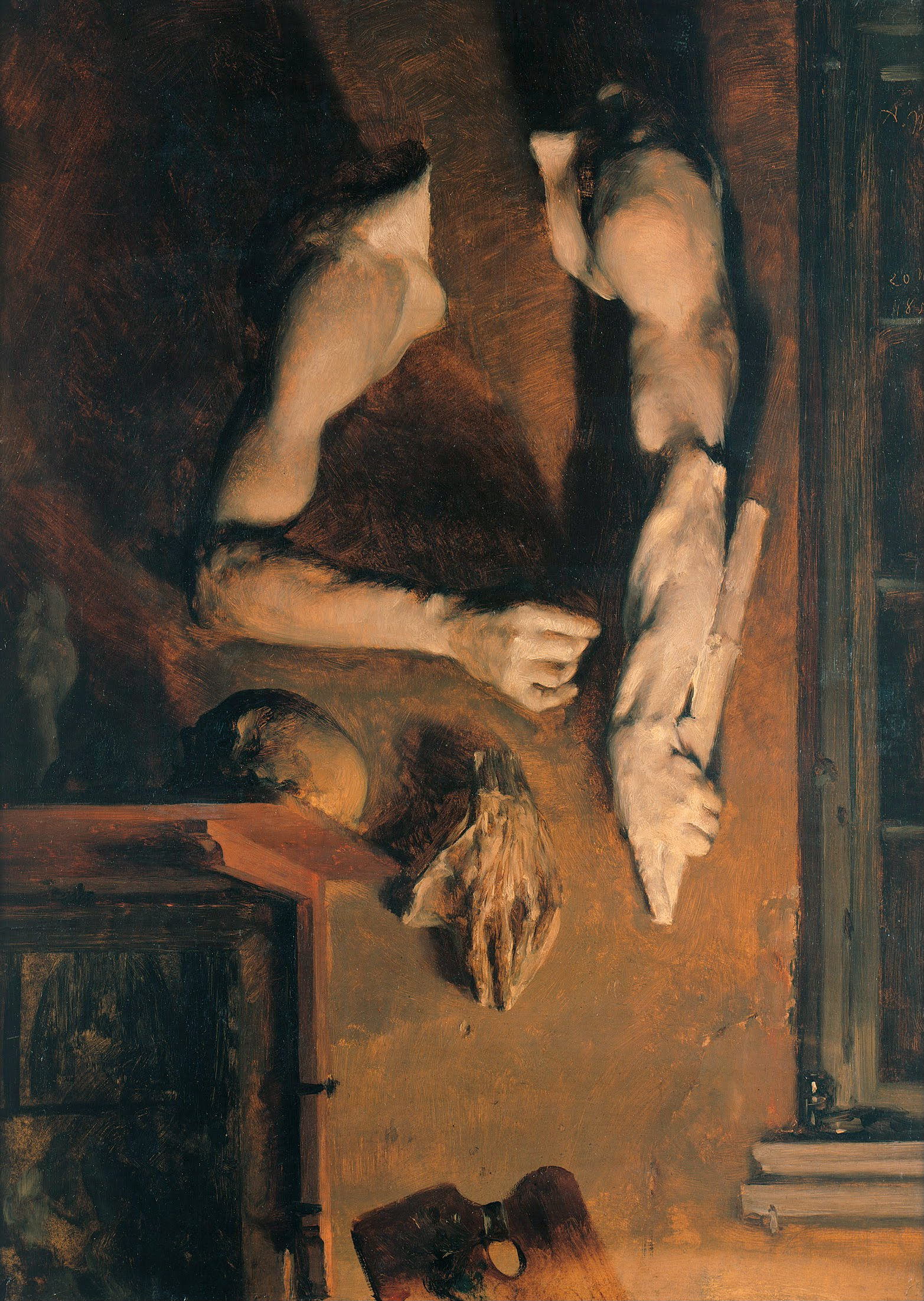